# Rustam Məmmədov
Rustam Məmmədov (* 21. Februar 2001) ist ein aserbaidschanischer Leichtathlet, der sich auf den Dreisprung spezialisiert hat.

## Sportliche Laufbahn
Erste internationale Erfahrungen sammelte Rustam Məmmədov beim Europäischen Olympischen Jugendfestival (EYOF) 2017 in Győr, bei dem er mit einer Weite von 14,30 m den fünften Platz belegte. Im Jahr darauf gewann er dann bei den U18-Europameisterschaften ebendort mit 15,16 m die Bronzemedaille und nahm im Herbst an den Olympischen Jugendspielen in Buenos Aires teil und erreichte dort Rang neun. 2019 klassierte er sich bei den U20-Europameisterschaften in Borås mit 15,26 m auf dem zehnten Platz und im Jahr darauf belegte er bei den Balkan-Hallenmeisterschaften in Istanbul mit 15,56 m den achten Platz und 2021 wurde er bei den Balkan-Hallenmeisterschaften ebendort mit 15,57 m Sechster. Ende Juni belegte er auch bei den Balkan-Meisterschaften in Smederevo mit 15,69 m den sechsten Platz und erreichte anschließend bei den U23-Europameisterschaften in Tallinn mit 15,54 m Rang elf. 2024 belegte er bei den Balkan-Hallenmeisterschaften in Istanbul mit 15,28 m den zwölften Platz und im Mai gelangte er bei den Freiluft-Balkan-Meisterschaften in Izmir mit 16,06 m auf Rang sieben. Im Jahr darauf siegte er mit 16,30 m bei den Balkan-Hallenmeisterschaften in Belgrad, ehe er bei den Halleneuropameisterschaften in Apeldoorn mit 16,40 m den sechsten Platz belegte. Ende Juni wurde er bei der 3. Liga der Team-Europameisterschaft in Maribor mit 16,31 m Erster, ehe er bei den Balkan-Meisterschaften in Volos mit 15,85 m den fünften Platz belegte.
In den Jahren 2019, 2024 und 2025 wurde Mammadov aserbaidschanischer Meister im Dreisprung im Freien sowie 2019 und 2020 und 2022, 2024 und 2025 auch in der Halle. 2021 siegte er im Weitsprung im Freien.

## Persönliche Bestleistungen
- Weitsprung: 7,34 m (+0,1 m/s), 27. Mai 2021 in Baku
- Dreisprung: 16,54 m, 22. Februar 2025 in Baku